# 14315 Ogawamachi
14315 Ogawamachi è un asteroide della fascia principale. Scoperto nel 1977, presenta un'orbita caratterizzata da un semiasse maggiore pari a 3,1532419 UA e da un'eccentricità di 0,1095071, inclinata di 21,18843° rispetto all'eclittica.